# Большебыково
Большебыково – село в Красногвардейском районе Белгородской области. Входит в состав Утянского сельского поселения.

## География
Большебыково расположено в лесостепной зоне. Находится в 33 километрах от райцентра Бирюча и в 6 километрах центра поселения сел Уточка.

## История
Активное заселение территории современного Красногвардейского района началось с середины XVII века. Первое упоминание о церкви во имя Николая Чудотворца в селе под Быковым лесом относится к 1665 году. Основали село служилые люди города Верхососенска.
В 1797 году была введена новая административная единица - волость, входившая в состав уезда. Село Быково вошло в состав Расховецкой волости Коротоякского уезда.
Большебыково входило в состав Коротоякского уезда до 1923 года. В 1923 году, на основании постановления Президиума ВЦИК от 27 апреля, проведено сокращение волостей. На территории Воронежской губернии были созданы укрупненные волостные районы, и село Большебыково вошло в состав Будёновского района.
Весной 1929 года в селе начинается волна коллективизации. В этом же году образуется первый колхоз в селе Большебыково, в состав которого вошло девять хозяйств.
4 июля 1942 года село было оккупированно немецкими войсками. 18 января 1943 года село было освобождено 305-й стрелковой дивизией.
Указом Президиума Верховного совета СССР от 6 января 1954 года была образована Белгородская область, в состав которой был полностью передан Будённовский район. Большебыковский сельсовет Буденновского района просуществовал с 30 июля 1928 года до 16 июля 1954 года. С 1954 года Большебыково входит в состав Утянского сельского поселения.

## Население
| 1859 | 1897  | 2002  | 2010  |
| ---- | ----- | ----- | ----- |
| 2129 | ↗2260 | ↘1136 | ↘1015 |